# ساجد ناديادوالا
ساجد ناديادوالا (من مواليد 18 فبراير 1966)هو منتج أفلام هندي ومخرج أفلام وكاتب سيناريو يعمل في السينما الهندية. وهو مالك شركة ناديادوالا غراندسون إنترتينمنت.